# 郵便法事件
郵便法事件（ゆうびんほうじけん）とは、国家賠償請求責任を狭く限定した日本の郵便法の規定が国家賠償請求権を保障した日本国憲法第17条に違反するかが争われた裁判である。

## 概要

### 経緯と下級審
兵庫県の不動産会社Xは、県内のAに対して1億円以上の支払いを命じる確定判決を有していた。このうち7200万円について、金融機関にあるAの預金などを差し押さえる命令を、神戸地方裁判所尼崎支部に申し立て、1998年4月10日に神戸地方裁判所尼崎支部は債権差押命令を行い、差押命令を「特別送達」で金融機関とAの勤務先に送った。
債権差押命令の正本は4月14日にAの勤務先に、一方で金融機関には郵便業務従事者が金融機関において直接交付すべきところを、誤って金融機関の私書箱に投函してしまった。その結果、4月14日にAは金融機関の口座に残っていた全額（約787万円）を引き出してしまい、Xの差押えは失敗に終わった。
事件当時の郵便事業は、郵政事業庁による国営であったが、当時の郵便法は第68条で書留郵便物等を無くすか破損した場合、金をとらずに代金引換郵便物を渡した場合に限って国に損害賠償を請求することができると規定されていた。また、当時の郵便法第73条では賠償請求できるのは差出人とその承諾を受けた受取人に限定していた。
つまり、書留郵便物や特別送達郵便物について、郵便業務従事者の故意または重大な過失によって損害が生じた場合でも、国の損害を免除することになる。これは、国家賠償が認められていなかった明治時代の旧郵便法を、ほぼそのまま踏襲したものであり、郵便当局は法律の定め以外の損害賠償は一切しない規定であるとの立場をとり、大日本帝国憲法下での大審院判例もこの見解を明示的に認め、日本国憲法下での最高裁判所も同様の判断（例として、1981年1月30日の最高裁判決など）をしてきた。
Xは国家賠償請求責任を狭く限定した郵便法の規定が、国家賠償請求権を保障した日本国憲法第17条に違反するとして、日本国政府を提訴した。1999年3月11日に一審の神戸地方裁判所尼崎支部はXの訴えを棄却し、1999年9月3日に大阪高等裁判所もXの訴えを棄却した。Xは最高裁判所に上告した。

### 最高裁
2002年9月11日に、最高裁判所大法廷は以下のように判断して、郵便法の規定について違憲判決を下した。
- 郵便法第68条・第73条の定める免責規定はなるべく安い料金であまねく公平に提供するという郵便法の目的を達成するために設けられている。仮に郵便物の事故すべてに国が賠償しなければならないとすると、負担が多額となる可能性があるばかりでなく、千差万別の損害等について多くの労力と費用を要することになり、料金の値上げにつながり、郵便法の目的達成が害される恐れがある。従って、損害賠償の対象などに限定を加えた目的は正当である。
- この郵便法の目的は書留郵便物についても異なるものではないから、郵便業務従事者の軽過失によって損害が生じた場合は第68条・第73条に基づき国の損害賠償責任を免除し、又は制限することは止むを得ない。
- しかし、書留郵便物について郵便業務従事者の故意又は重大な過失による不法行為に基づいた損害の発生は、ごく例外的な場合にとどまるはずである。このような例外的な場合にまで国の損害賠償責任を免除する等しなければ郵便法の目的を達成することができないとは到底考えられない。
- 郵便業務従事者の故意又は過失による不法行為までを免責するなどしている規定に合理性があるとは認めがたい。郵便法の規定の一部は憲法第17条が立法府に与えた裁量の範囲を逸脱したものであると言わざるをえず、同条に違反し無効である。
- 特別送達は民事訴訟法に定める送達方法であり、国民の権利を実現する手続きに不可欠である。このため、特別送達郵便物については確実に送達されることが特に強く要請される。また特別送達は書留郵便物全体のごく一部にとどまり、特別の料金が必要とされている。こうした特殊送達郵便物の特殊性に照らすと、ただちに郵便法の目的達成が害されるとは言えない。郵便法の免責規定等に合理性、必要性があるということは困難である。この免責規定等を設けたことは憲法第17条が立法府に与えた裁量の範囲を逸脱したものである。
- 特別送達郵便物について、郵便業務従事者の軽過失による損害が生じた場合に国家賠償法に基づく国の損害賠償責任を免除等している郵便法の規定の一部は憲法第17条に違反し、無効である。

そして、郵便法の免責規定などをもとに、Xの訴えを棄却していた二審判決を破棄して、「審理を尽くすべきである」として大阪高等裁判所に差し戻した。
この最高裁の結論は15人の裁判官全員一致であった。
1人が補足意見を付け、4人の裁判官が3つの意見を表明した。
- 福田博と深澤武久の意見
  - 最高裁判所の憲法判断は立法府の「裁量権」の範囲とは関係なく客観的に行われるべきものであるが、多数意見が立法府に広い裁量を認めているかのように理解されることが懸念され、将来に憲法第17条について司法の憲法的判断を消極的な物として維持する理由になりかねない。
- 滝井繁男の補足意見
  - 憲法第17条の趣旨に関する多数意見の別の部分に併せて読めば、福田博・深澤武久良裁判官の懸念は当たらない。
- 横尾和子の意見
  - 書留郵便に関する賠償について定型的な事故処理を行い、賠償費用の見通しを可能にする賠償方式がとられていることなどを考慮すると、郵便業務従事者の故意又は重過失による損害賠償に国の賠償責任を免除するなどしていることには、郵便法の目的達成の観点から合理性、必要性があり、憲法第17条が立法府に与えた裁量権の範囲を逸脱するものではない。
- 上田豊三の意見
  - 特別送達について軽過失による損害賠償責任を免除している規定を違憲とする部分には賛成できない。特別送達郵便物も書留の一種として配達されるものであり、郵便法の目的を考慮しなければならない。郵便業務従事者の軽過失による損害賠償の場合には法の定める範囲内で賠償責任を負い、それ以外には賠償責任を負わないとすることも、憲法第17条が立法府に与えた裁量権の範囲を逸脱するものではない。

### その後
最高裁の違憲判決を受けて、国会では不法行為にとどまらずに債務不履行にまで国の責任を認めるなど、郵便法改正案が2002年11月に成立し、同年12月に施行された。
Xの訴訟については差し戻し審で、日本国政府から訴訟を引き継いだ日本郵政公社とXとの間に、和解が成立した。